# 叔齊
叔齊（？—？），子姓，墨胎氏，名致，商紂王末期孤竹国第七任君主亞微的第三子。著名商朝遗老伯夷和第八任孤竹国国王亞憑的三弟。

## 簡介
叔齊本是其父親内定的王位继承人，但由于有悖于传统嫡长子继承的宗法伦理，叔齊不願与伯夷争夺王位，但伯夷也不願意違背父命。后伯夷和叔齊雙雙流亡，离开了孤竹国，禪讓君位予亞憑。伯夷和叔齊聽說西周部落周文王善待老者，遂前去投靠。
不久，文王去世。周武王受天命讨伐纣王，伯夷和叔齐由於世沐殷恩，叩马谏阻，意图劝阻武王克殷的计划。但周武王决心已定，不久周灭亡商朝。两人遂愤而不食周粟，以表明对殷商的忠心，隐居在原殷商荒芜之地首陽山，以树皮，蕨菜为食，最终饥饿而死。
伯夷和叔齊由于不食周粟的高风亮节，后被认为是怀念故国的典范，也变成了后来改朝换代后忠于前朝的遗老遗少的代名词。
其二人的祖国孤竹国在商朝灭亡后又存在了数百年，於齐桓公称霸后，為了救援燕國，擊山戎时，顺道將孤竹国消灭。而二人后除了国君亞憑外，再也没有王系见于史籍。都穆《遊名山記》卷一《首陽山》記伯夷、叔齊隱居處有古柏二，“二根相距數尺，而幹上交若兄弟之相倚者”。

## 延伸阅读
[在维基数据编辑]
 《史記/卷061》，出自司馬遷《史記》